# Apocephalus brunnipes
Apocephalus brunnipes är en tvåvingeart som beskrevs av Brown 1993. Apocephalus brunnipes ingår i släktet Apocephalus och familjen puckelflugor.
Artens utbredningsområde är Alberta. Inga underarter finns listade i Catalogue of Life.